# Chasing Cars
Singles de Snow Patrol
You're All I Have
(2006) Hands Open
(2006)
Pistes de Eyes Open
Hands Open Shut Your Eyes
Chasing Cars est le deuxième single extrait de Eyes Open, le quatrième album du groupe de rock Snow Patrol. Il est sorti le 24 juillet 2006 au Royaume-Uni.
La chanson a été classée 77e meilleure chanson britannique de tous les temps par XFM en 2010.
Cette chanson a été largement popularisée par la série télévisée Grey's Anatomy lorsqu'elle a été utilisée pour conclure le final de la saison 2 le 15 mai 2006, avant même la sortie du single. Elle tiendra par la suite une place importante dans la série et sera utilisée près de 8 fois. Elle a d'ailleurs été réinterprétée par Sara Ramirez, Kevin McKidd et Chandra Wilson lors de l'épisode musical (saison 7, épisode 18).

## Formats et liste des pistes
- Royaume-Uni Promo (date de sortie : juillet 2006)

1. "Chasing Cars" [radio edit] – 4:08
2. "Chasing Cars" [album version] – 4:27

- Royaume-Uni CD (date de sortie : 24 juillet 2006)

1. "Chasing Cars" [album version] – 4:27
2. "It Doesn't Matter Where, Just Drive" – 3:37

- Royaume-Uni 7" (date de sortie : 24 juillet 2006)

1. "Chasing Cars" [album version] – 4:27
2. "Play Me Like Your Own Hand" – 4:15

- Europe CD (date de sortie : octobre 2006)

1. "Chasing Cars" [album version] – 4:27
2. "Play Me Like Your Own Hand" – 4:15
3. "It Doesn't Matter Where, Just Drive" – 3:37

- États-Unis Promo (date de sortie juillet 2006)

1. "Chasing Cars" [Top 40 Edit] – 3:58

- États-Unis iTunes single (date de sortie : 6 juin 2006)

1. "Chasing Cars" [Live in Toronto] – 4:28

- Pays-Bas Special Edition

1. "Chasing Cars" – 4:27
2. "You're All I Have" (live from BNN) – 4:29
3. "How To Be Dead" (live from BNN) – 3:24
4. "Chasing Cars" (live from BNN) – 4:20

- Mexique &  Australie Promo

1. "Chasing Cars" [Radio Edit] – 4:08
2. "Chasing Cars" [Album Version] – 4:27

- Royaume-Uni &  Irlande Bootleg 12" (Date de sortie : 22 janvier 2007)

1. "Chasing Cars" [Blake Jarrell & Topher Jones Remix] – 7:35
2. "Open Your Eyes" [Allende Remix] – 7:29

## Crédits
Snow Patrol
- Gary Lightbody – chant

## Performance dans les hit-parades
| Classement (2006)                      | Meilleure position |
| -------------------------------------- | ------------------ |
| Allemagne (Media Control AG)           | 8                  |
| Australie (ARIA)                       | 53                 |
| Autriche (Ö3 Austria Top 40)           | 2                  |
| Belgique (Flandre Ultratop 50 Singles) | 3                  |
| Belgique (Wallonie Ultratip 50)        | 13                 |
| Canada (Hot 100)                       | 18                 |
| Danemark (Tracklisten)                 | 13                 |
| Europe (Hot 100)                       | 10                 |
| France (SNEP)                          | 57                 |
| Irlande (IRMA)                         | 6                  |
| Pays-Bas (Single Top 100)              | 21                 |
| Nouvelle-Zélande (RMNZ)                | 3                  |
| Norvège (VG-lista)                     | 9                  |
| Suède (Sverigetopplistan)              | 40                 |
| Suisse (Schweizer Hitparade)           | 4                  |
| Royaume-Uni (UK Singles Chart)         | 6                  |
| États-Unis (Hot 100)                   | 5                  |
| États-Unis Billboard Pop 100           | 6                  |
| États-Unis (Adult Contemporary)        | 1                  |
| États-Unis (Adult Pop Songs)           | 1                  |
| États-Unis (Alternative Songs)         | 8                  |
| États-Unis (Pop Airplay)               | 10                 |

| Classement (2006)             | Position |
| ----------------------------- | -------- |
| Royaume-Uni Classement single | 14       |
| Classement (2007)             | Position |
| Allemagne Classement single   | 38       |
| Royaume-Uni Classement single | 34       |
| États-Unis Billboard Hot 100  | 29       |
| Classement (2008)             | Position |
| Royaume-Uni Classement single | 95       |
| Classement (2009)             | Position |
| Royaume-Uni Classement single | 153      |

| Classement (2000–2009)                  | Position |
| --------------------------------------- | -------- |
| Royaume-Uni Top 100 Songs of the Decade | 49       |

| Classement                            | Position |
| ------------------------------------- | -------- |
| Royaume-Uni Classement téléchargement | 14       |